# Tesouro da Juventude
Tesouro da Juventude é uma enciclopédia voltada para jovens e crianças, publicada inicialmente na década de 20 do século XX (1925) e reeditada em 1958 , com muitas alterações e acréscimos. Fez parte da educação de milhares de pessoas. . Os exemplares de ambas as edições ainda circulam em «sebos» (livrarias de livros usados), com preços módicos, dada a tiragem elevada na época da edição.
A obra «Thesouro da Juventude», editado por W. M. Jackson, Inc., com sede em São Paulo, era obra originalmente inglesa. Caracterizava-se assim:
Encyclopedia em que se reúnem os conhecimentos que todas as pessoas cultas necessitam possuir, oferecendo-os em forma adequada para o proveito e entretimento [sic] dos meninos.